# Cambarus elkensis
Cambarus elkensis е вид ракообразно от семейство Cambaridae. Видът е уязвим и сериозно застрашен от изчезване.

## Разпространение и местообитание
Разпространен е в САЩ (Западна Вирджиния).
Обитава пясъчните дъна на сладководни басейни, реки и потоци.